# 32770 Старчик
32770 Старчик (32770 Starchik) — астероїд головного поясу, відкритий 23 грудня 1984 року.
Тіссеранів параметр щодо Юпітера — 3,618.
Названо на честь українського інженера та мандрівника Старчика Бориса Степановича (1939-1996).